# Långsele

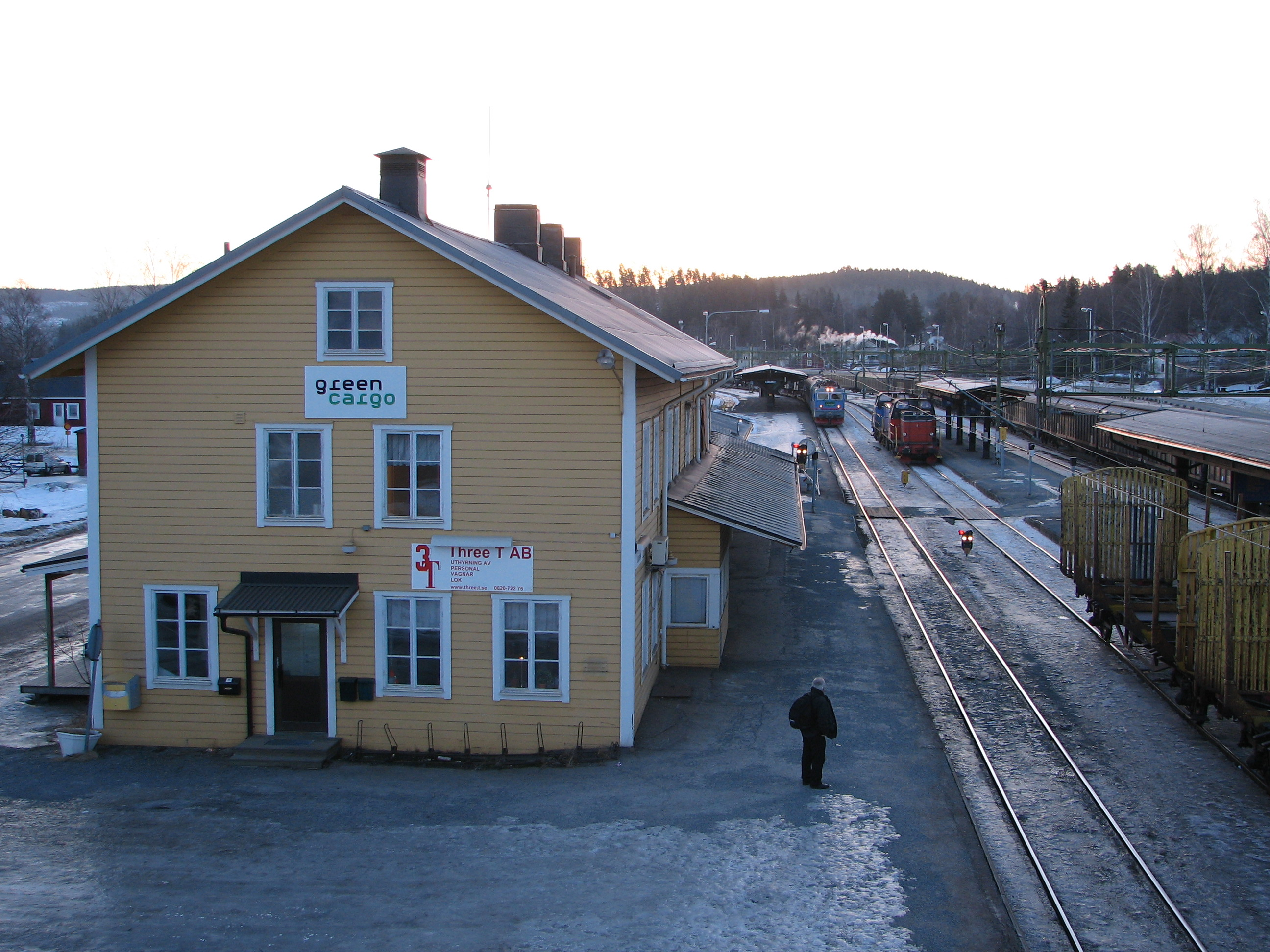
Förarbyte vid Långsele järnvägsstation

Långsele är en tätort i Sollefteå kommun och kyrkbyn i Långsele socken, belägen cirka 10 km väster om Sollefteå.

## Befolkningsutveckling
| Befolkningsutvecklingen i Långsele 1960–2020 | Befolkningsutvecklingen i Långsele 1960–2020 | Befolkningsutvecklingen i Långsele 1960–2020 | Befolkningsutvecklingen i Långsele 1960–2020 | Befolkningsutvecklingen i Långsele 1960–2020 |
| -------------------------------------------- | -------------------------------------------- | -------------------------------------------- | -------------------------------------------- | -------------------------------------------- |
|                                              |                                              |                                              |                                              |                                              |
| År                                           |                                              |                                              | Folkmängd                                    | Areal (ha)                                   |
| 1960                                         | 1960                                         |                                              | 2 243                                        |                                              |
| 1965                                         | 1965                                         |                                              | 2 401                                        |                                              |
| 1970                                         | 1970                                         |                                              | 2 320                                        |                                              |
| 1975                                         | 1975                                         |                                              | 2 137                                        |                                              |
| 1980                                         | 1980                                         |                                              | 2 158                                        |                                              |
| 1990                                         | 1990                                         |                                              | 2 035                                        | 242                                          |
| 1995                                         | 1995                                         |                                              | 1 916                                        | 243                                          |
| 2000                                         | 2000                                         |                                              | 1 697                                        | 243                                          |
| 2005                                         | 2005                                         |                                              | 1 620                                        | 243                                          |
| 2010                                         | 2010                                         |                                              | 1 584                                        | 245                                          |
| 2015                                         | 2015                                         |                                              | 1 642                                        | 247                                          |
| 2018                                         | 2018                                         |                                              | 1 649                                        | 244                                          |
| 2020                                         | 2020                                         |                                              | 1 550                                        | 245                                          |
|                                              |                                              |                                              |                                              |                                              |

## Samhället
Huvudgatan heter Köpmangatan.

## Näringsliv
Bromsbandsfabriken var länge en av de största arbetsgivarna på orten.
I orten finns en Ica-butik, Ica Nära Långsele. Tidigare hade man även en Konsum-butik. Konsum drevs av Konsumentföreningen Långsele som grundades 1914. Mot slutet var Konsum Långsele den enda kooperativa matbutiken som drevs av en lokal konsumentförening, sedan övriga konsumentföreningar i området uppgått i Konsum Nord. Den led dock av minskad omsättning, bland annat sedan en Ica Kvantum öppnat i Sollefteå. År 2014 avyttrade konsumentföreningen sin verksamhet och år 2016 uppgick den i Coop Nord. Konsums tidigare lokal blev en Bolist som öppnade 2017.
Långsele hade tidigare ett bankkontor tillhörande Sundsvallsbanken. Kontoret lades ner av Nordbanken på 1990-talet.

## Kommunikationer
Orten är järnvägsknut för Stambanan genom övre Norrland och Ådalsbanan. Även en tvärbana till Inlandsbanan, sträckan Forsmo-Hoting, har sin naturliga knutpunkt till stambanan här men ansluter spårmässigt i Forsmo något längre norrut. Järnvägsstationen öppnades den 1 oktober 1886.  
Bansträckorna förbi Långsele har en intensiv godstrafik men ingen persontrafik sedan 2012 då tågen förbi Långsele började ta den nya Botniabanan istället.

## Idrott
På orten finns föreningen Långsele AIF som numera endast utövar fotboll.

## Personer från Långsele
- Peter Gradin, ishockeyspelare
- Thomas Gradin, ishockeyspelare
- Magnus Sköldmark, fotbollsspelare
- Mona Wessman, artist